# Distúrbios no Tibete em 2008

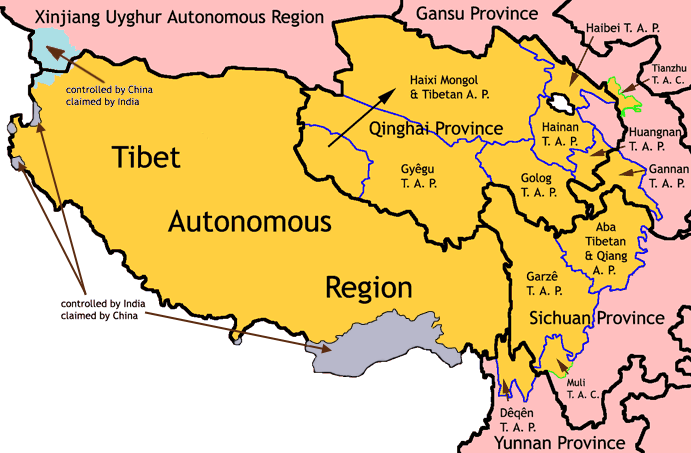
As partes em amarelo correspondem a regiões habitadas por povos tibetanos.

Os Distúrbios no Tibete em 2008 começaram com manifestações em 10 de março de 2008 (Dia do levantamento do Tibete), que corresponde ao 49º aniversário do fracassado levantamento tibetano de 1959 contra o domínio chinês no território. Os protestos começaram com os monges budistas que pediam pela libertação de outros monges, presos em outubro de 2007 quando celebravam lá a entrega da medalha de ouro ao Dalai Lama no Congresso dos Estados Unidos da América no dia 27 de setembro de 2007. Os protestos acabaram por adquirir um caráter de independência em manifestações violentas, incêndios, e saques em 14 de Março. Durante os protestos também ocorreram ataques contra grupos étnicos tibetanos. Alguns estimam que esta onda de protestos são as maiores dos últimos 20 anos contra a dominação do Partido Comunista da China. Os levantamentos renderam lugar durante a semana em que a maioria dos líderes do governo local se encontravam ausentes participando da Assembleia Popular Nacional da República Popular da China em Pequim. O governo chinês divulgou até agora que 19 pessoas morreram nos motins, enquanto que os tibetanos no exílio afirmaram que mais de cem pessoas morreram nestes protestos violentos.
Atualmente o Tibete é considerado uma região autónoma da República Popular da China. Apesar de ser reconhecida pela maioria dos países e pelas Nações Unidas, a legitimidade da soberania chinesa é questionada pelos defensores da independência tibetana.

## Antecedentes
A situação política no Tibete fez com que a área se tornasse especialmente sensível. O jornal The Economist notou que os protestos pareciam ser alimentados pelo ódio étnico. Nos últimos anos, Lassa foi invadida por muitos imigrantes oriundos de outras partes da China e agora muitas das suas próprias pequenas empresas também são controlados por chineses. Os tibetanos étnicos em Lassa também estão descontentes com a alarmante inflação que fez com que os preços dos alimentos e bens de consumo aumentassem. A ligação ferroviária construída a Lassa para as outras áreas da China foi suspeita pelos seus residentes de aumentar o número de imigrantes na cidade, mas foi aceita porque o governo alegou que iria controlar a inflação na cidade. No entanto, tal como noutras partes do país, os preços continuaram a subir em flecha.
Da anexação do Tibete pela República Popular da China em 1951 e da fracassada Revolta no Tibete em 1959 (Dia do levantamento do Tibete), continuam a gerar tensões. Embora reconhecido pela maioria dos países e da Organização das Nações Unidas, a legitimidade da soberania chinesa foi questionada pelos defensores da independência tibetana. Contudo, o 14.º e atual Dalai Lama, Tenzin Gyatso, não defende a independência do Tibete, embora exigindo uma grande e verdadeira autonomia a Pequim, principalmente a nível cultural e religioso, uma forma, defendida por ele, para salvaguardar a identidade, a maneira de viver, a cultura e a religião tibetanas.

## Violência em Lassa

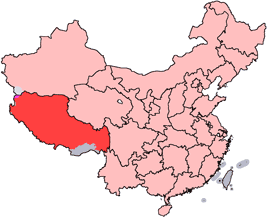
Região Autônoma do Tibete.

Uma testemunha afirmou que carros de polícia, bombeiros e outros veículos oficiais foram incendiados após a dispersão feito pela polícia a uma manifestação pacífica perto de um pequeno templo de Lassa, gerando uma enorme cólera por parte dos tibetanos  Mais tarde, a polícia disparou vários tiros e lançou gás lacrimogéneo para dispersar o protesto.
"Os monges ainda estão protestando. Os automóveis da polícia e do exército foram queimados. Existem pessoas chorando", disse ela. As tensões em Lassa têm aumentado quando os três maiores mosteiros da cidade foram vedadas e cercadas por milhares de soldados e polícias armados no meio do maior protesto em quase duas décadas. Autoridades chinesas alegadamente disparou tiros e alerta e usou também gás lacrimogéneo e aparelhos elétricos de descarga para dispersar centenas de manifestantes, além de deter até 50 monges  Funcionários e diplomatas da Embaixada dos EUA em Pequim disseram ao Associated Press que cidadãos norte-americanos testemunharam vários disparos e motins em Lassa. Tibetanos exilados citado no relatório Times, afirmaram que pelo menos cinco pessoas morreram em 15 de Março por causa dos disparos da polícia 
Mais tarde, os tibetanos desordeiros atacaram várias lojas e veículos dos chineses de etnia Han, o grupo étnico predominante na China. De acordo com o BBC, desordeiros centraram no incêndio e no saque de empresas detidas por eles. James Miles, em uma entrevista com o CNN, fez a seguinte avaliação:
O que eu vi foi calculado direcionados a violência contra um grupo étnico, ou devo dizer duas etnias, principalmente etnia Han chineses que vivem em Lassa, mas também membros da minoria muçulmana Hui, em Lassa.
Ainda de acordo comThe Economist, "A multidão vai desde pequenos grupos de jovens (alguns armados com a tradicional espada tibetana, a multidões de muitas dezenas, incluindo mulheres e crianças, através das estreitas vielas das cidades tibetanas. Elas destroem as venezianas das lojas, quebram e saqueiam tudo o que podem, de pedaços de carne a depósitos de gás e de vestuário. Algumas mercadorias que levar, enquanto outras mercadorias foram lançados grandes incêndios na rua". Pequenas crianças também foram vistas em pilhagens a lojas de brinquedos. A mobs também atacou etnia chinesa nas ruas, inclusive em ônibus, táxis, e um rapaz de bicicleta. James Miles relatou que viu um adolescente chinês Han a pedir a um monge para ajudá-lo a esconder-se por causa da violenta turba na cidade.
The Guardian relatou que, de acordo com uma estrangeira testemunha conta, desordeiros atacado Han, muçulmana Hui e outras minorias étnicas. Foreigners were not attacked. Com exceção do tibetano propriedade de hotéis, muitos outros hotéis sofreram vandalismo e batidos. Os testemunhos estrangeiros também afirmavam ter visto três desordeiros stabbing um inconscientes homem. After the Monday deadline, Chinese police announced on loudspeakers that anyone who took part in the violence and gave themselves up would be treated with leniency.
Segundo a Free Tibet Campaign, baseado em Londres, uma testemunha ocular dentro Lassa viu desordeiros definir um mesquita em fogo tarde na sexta-feira noite (Março 14), possivelmente em protesto contra a cada vez maior comunidade étnica Hui em Lassa.
Poucos dias depois do protesto turistas ocidentais saídos da Tibete com descrições gráficas do nível de violência que havia ocorrido. Alguns alegaram que haviam visto povo chinês, incluindo os idosos, sendo agredidos e apedrejados até à morte por grupos de tibetanos, apoiado pela multidão.
O turista canadense John Kenwood após voltar de Tibet disse à The Times sobre a experiência: "É difícil escolher um lado no que aconteceu, eu concordo que os tibetanos têm a sua própria cultura, mas não posso concordar com o que as pessoas Fez. Depois de um tempo, ela não era sobre tibetano liberdade mais nenhuma".
Na sequência do motim, residentes pareciam ter misturado reações à violência. Alguns tibetanos celebrada por atirar papel higiénico que a tradicional lenços do Tibete durante fios em toda a rua. No entanto, "outros pareciam horrorizadas com a violência".
A mídia oficial chinesa já publicou detalhes, incluindo nomes de alguns destes dizem foram mortos ou feridos durante o rioting.

## Protestos nas outras províncias

### Protestos em Gansu

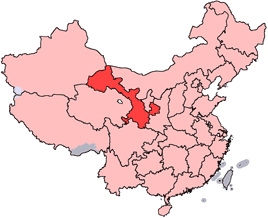
Gansu

Os protestos tibetanos se espalharam fora do Região Autónoma do Tibete pela primeira vez. Demonstrações étnicas por monges tibetanos  ocorreram no noroeste da província de Gansu no sábado, 15 de março de 2008.
Os protestos foram centrados em torno de Gansu Monastério de Labrang, que é um dos maiores monastério budistas tibetanos fora do Tibete. Houve manifestações também nas ruas de Xiahe. Até 5000 manifestantes foram alegadamente envolvidos nos protestos em Gansu. Houve relatos de escritórios governamentais danificados pelos manifestantes e policiais usando gás lacrimogêneo e a força para dispersar as manifestações.
O governo tibetano em exílio afirma que 19 manifestantes tibetanos foram mortos a tiros em 18 de março. Estimativas oficiais preliminares das perdas na Prefeitura Autônoma Gannan Tibetana em Gansu elevaram-se a US$ 32 milhões.

### Protestos em Qinghai

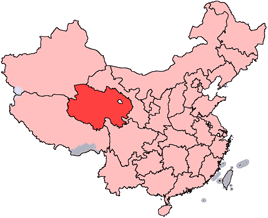
Província de Qinghai

Autoridades chinesas relataram terem prendido doze monges tibetanos depois de um incidente na histórica região de Rebkong, que está localizado no Prefeitura Autônoma Tibetana de Huangnan de Qinghai. Forças de segurança chinesas relataram terem cercado o Mosteiro Ditsa no Condado de Bayan. A fronteira entre Tibete e a Província de Qinghai tem grande população de origem tibetana.

### Protestos em Sichuan

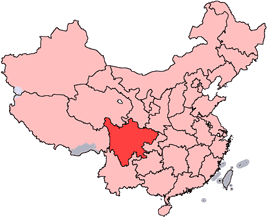
Província de Sichuan

Na Província de Sichuan, monges tibetanos e policiais clashed em 16 de março e Ngawa conselho após os monges encenado um protesto, matando pelo menos um policial e configuração de fogo três ou quatro viaturas. O Centro para os Direitos Humanos e a Democracia no Tibete, localizado na Índia, afirma que pelo menos sete pessoas foram mortas a tiros, entretanto, não pôde ser confirmada independentemente. A polícia alega que tiroteios mataram entre 13 e 30 manifestantes depois de um policialde uma estação ter sido queimado, porém relatos de mortes são impossíveis de verificar, porque há restrições aos jornalistas.
Autoridades e forças de segurança na cidade de Chengdu, que é a capital de Sichuan, cercaram um bairro tibetano. The neighborhood is located near the Southwest University for Nationalities and the Wuhou Temple. A repressão ocorre em meio a relatos não confirmados de protestos tibetanos em Chengdu e o esfaqueamento de um homem chinês Han por um tibetano no início da semana. A circulação de caros e outros veículos está proibida no bairro que tem forte presença policial. O Foreign Correspondents Club of China noticiou que autoridades chinesas Têm dificultado os esforços das bases em Chengdu de enviar relatórios sobre as áreas tibetanas da província .
Em 21 de Março, 21 monjas do mosteiro de Kirty no condado de Aba foram presas por militares chineses. A informação foi confirmada pelo jornal suíço Neue Zürcher Zeitung depois de telefonemas de moradores da região. Além disso, tropas bloquearam rodovias próximas a Sertar. A Campanha Free Tibet, localizada em Londres, informou que haviam sido enviadas ao condado depois que os moradores explodiram uma ponte próxima à vila de Gudu. Prisões também foram feitas em Sertar depois que as forças de segurança contiveram os protestos.

### Protestos em Pequim

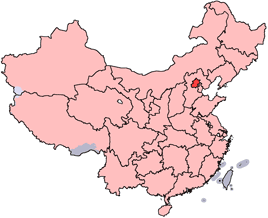
Município de Pequim

Segundo o Times Online, na Universidade Central das Nacionalidades, em Pequim, cerca de 100 estudantes da etnia tibetana organizaram um protesto sit-in em solidariedade com os manifestantes na zona histórica do Tibete. A Polícia acompanhou do lado de fora da área, mas não tomou medidas contra os participantes, que sentou silenciosamente num círculo no centro do campus universitário.
The Times informou que os alunos de ascendência tibetana nas escolas em Pequim são obrigadas a apresentar documentos escritos especificando os seus sentimentos para o Dalai Lama, fornecendo detalhes dos seus pais, dando detalhes do seu próprio bilhete de identidade e uma declaração por escrito garantindo a não tomar parte nas atividades políticas.

## Protestos fora da China

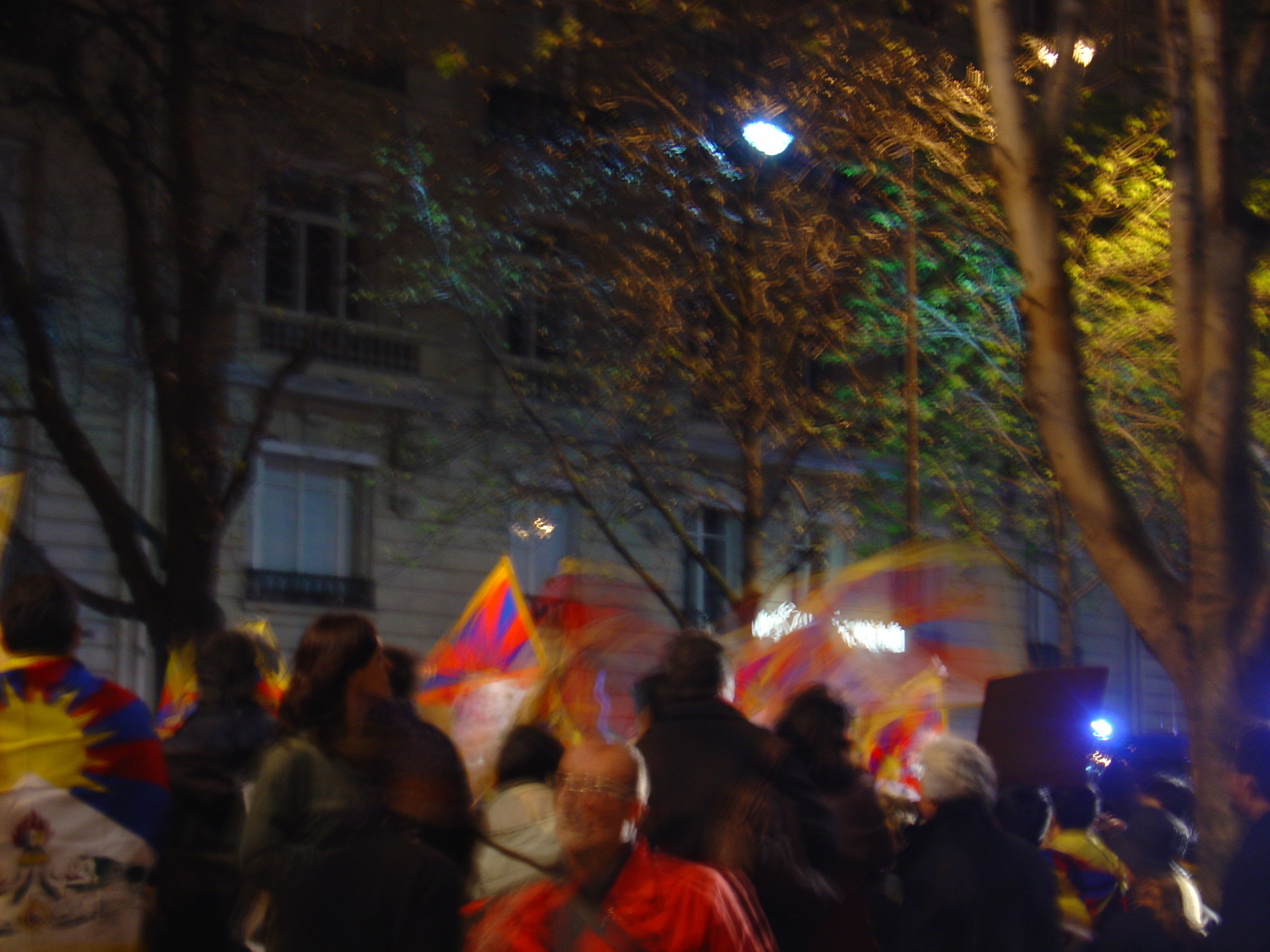
O comício pró-Tibet fora da embaixada chinesa em Paris (16 de Março).

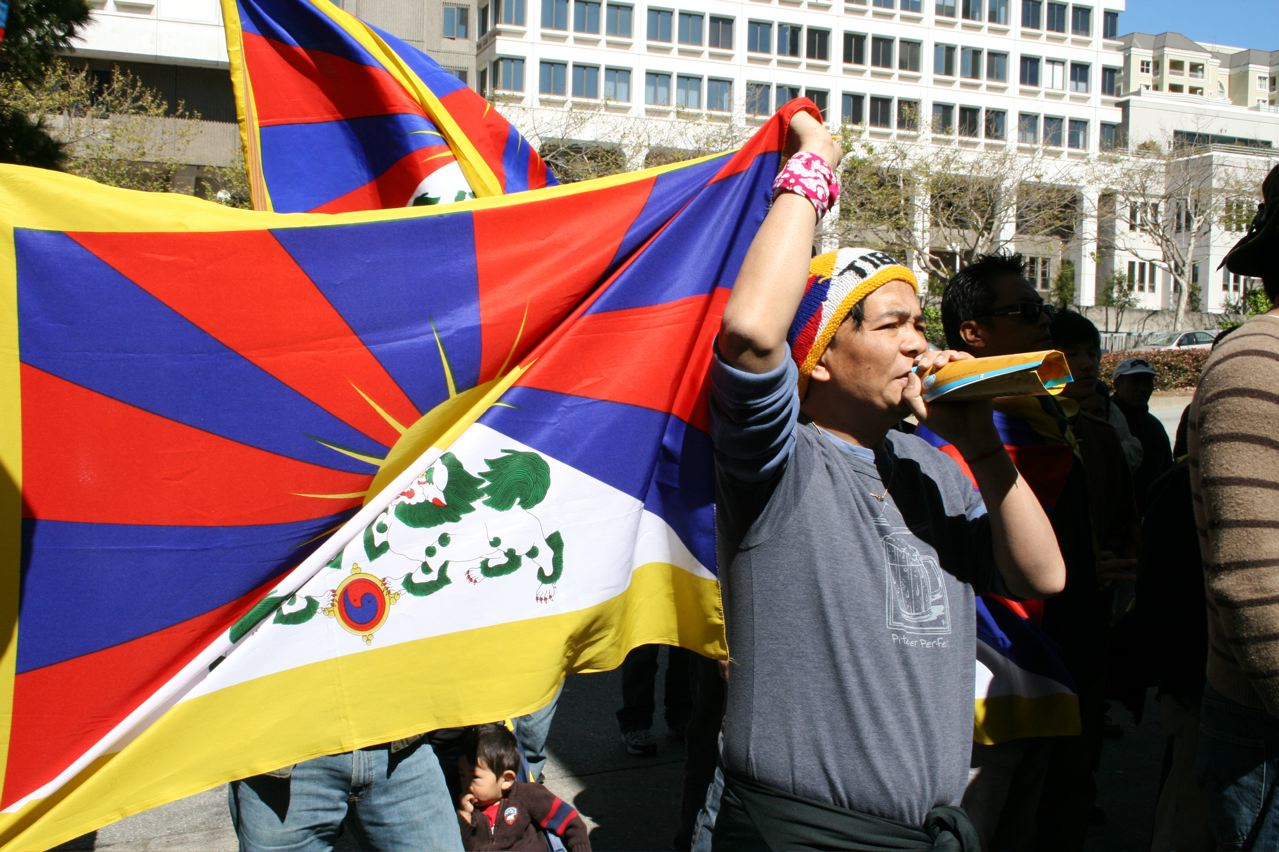
O comício pró-Tibete fora do consulado chinês em San Francisco, (17 de Março).

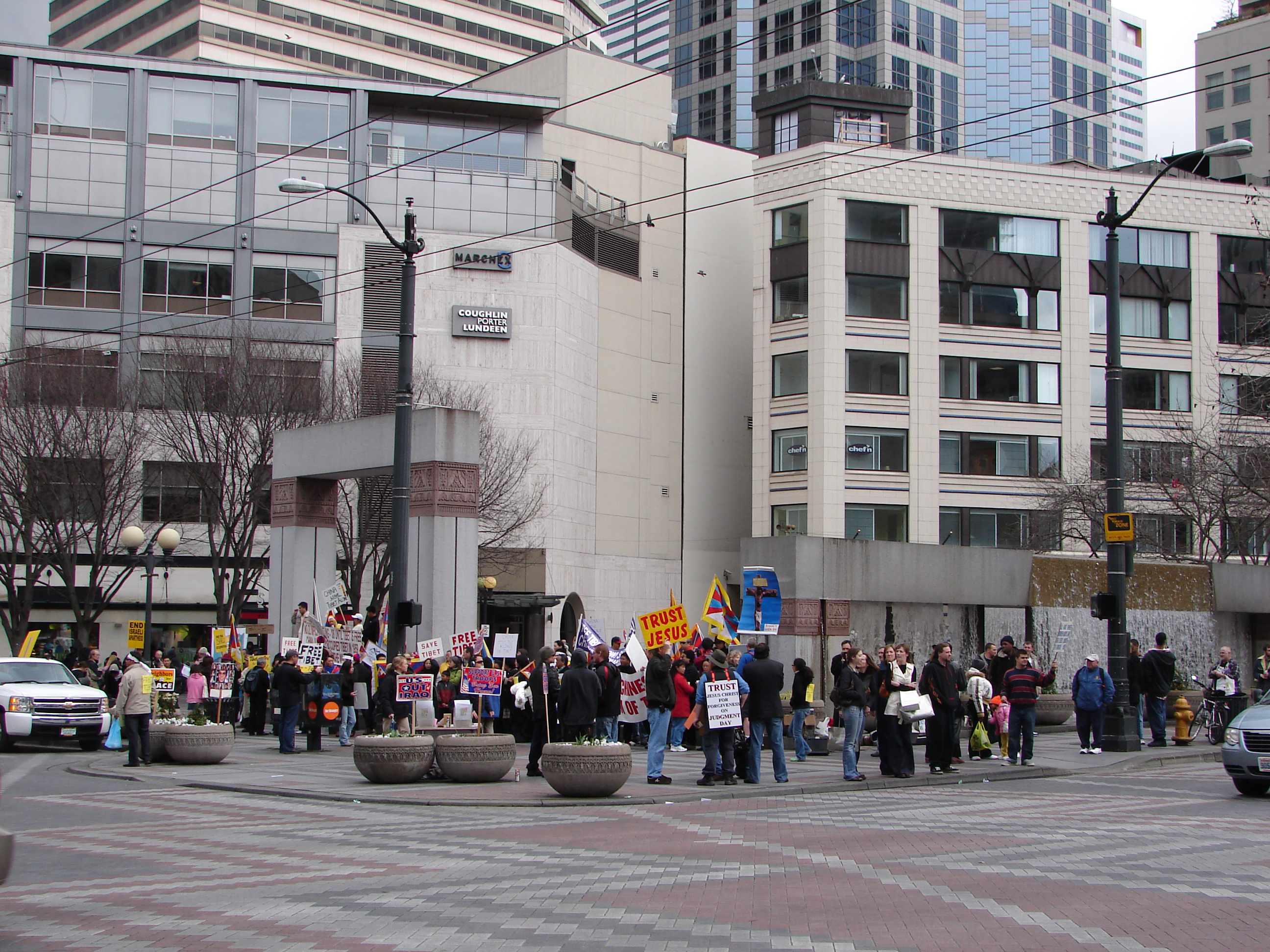
O comício pró-Tibete em Seattle (15 de Março).

Austrália, Canadá, França, Alemanha, Grécia, Hungria, Índia, Itália, Japão, Lituânia, Nepal (reprimidas pelo governo nepalês com muita violência), Países Baixos, Suíça, Reino Unido e EUA.

### Austrália
Sete ativistas pró-Tibete foram detidos no sábado, dia 15 de Março em Sydney durante um confronto caótico com policiais fora do consulado.

### Canadá
No Canadá, em 20 de março 2008, quarta-feira, cerca de 200-1000 manifestantes reuniram-se no Parliament Hill em Ottawa, Ontário, num protesto pacífico a favor do povo tibetano. O primeiro-ministro canadense, Steven Harper, e uma dúzia de outros Ministros do Parlamento imediatamente falaram em apoio aos manifestantes.

### França
Bombas de gás lacimógeno foram usadas pela polícia em Paris, França no domingo, March 16 onde mais de 500 manifestantes se reuníram em frente à embaixada da China em Paris. Um manifestante, em ato de muita ousadia, conseguiu escalar o edifício e retirar a bandeira chinesa, substituindo-a pela bandeira do Tibet. Dez pessoas foram presas.

### Alemanha
Tibetanos na Alemanha invadiram o consulado chinês em Munique na segunda-feira, March 17. Ativistas atearam fogo à bandeira chinesa e picharam slogans incluindo "Save Tibet" e "Stop Killing" na porta da frente. Vinte e seis foram presos.

### Hungria
Em Budapest cerca de 200 pessoas fizeram um protesto em frente à embaixada da China. Eles gritaram slogans pró-Tibet, atiraram pedras e balões de tinta no prédio, quebrando uma janela. A polícia prendeu dois manifestantes.

### Índia
Tibetanos residentes no estado indiano de Meghalaya fecharam seus negócios e promoveram um protesto contra a repressão chinesa no Tibet.
Centenas de tibetanos exilados na India marcharam da cidade de Dharamshala até a fronteira  Indo-Chinesa, para protestar contra a ocupação chinesa do Tibet. Autoridades indianas prenderam mais de 100 manifestantes tibetanos. A polícia indiana também prendeu dez exilados tibetanos que tentavam invadir a  embaixada chinesa em Nova Delhi.

### Itália
Em Roma centenas de Tibetanos e Italianos fizeram uma vigília a luz de velas pacífica em frente à embaixada chinesa.

### Japão
Em Tokyo, mais de 100 exilados tibetanos e membros do grupo japonês de apoio aos tibentanos no exílio marcharam no Yoyogi Park gritando palavras de ordem contra a China em 16 Março.

### Lituânia
Na Lituânia, um pequeno grupo de lituanos fez um protesto pacífico em frente à embaixada da China em Vilnius (17 de Março).

### Nepal
Quarenta e quatro exilados tibetanos foram presos pela polícia nepali em Kathmandu na segunda-feira depois de a polícia usar cassetetes de bambu e bombas de gás lacrimógeno para tentar conter os protestos pró-Tibet em frente ao complexo da ONU. Os manifestantes insistiam que estavam protestando pacificamente.

### Holanda
Em Haia, cerca de 400 manifestantes tentaram invadir o consulado chinês. Eles conseguiram retirar a bandeira chinesa e substituí-la pela Bandeira do Tibete.

### Coreia do Sul
Em Insadong, Seul , vários cidadãos se uniram para protestar contra o governo chinês. Muitos deles ligados a um grupo chamado "Amigos do Tibete" (티베트의 친구들).

### Suíça
Em Zurique, Suíça a polícia atirou bombas de gás contra manifestantes pró-Tibet que tentaram invadir o consulado chinês.

### Reino Unido
Manifestantes em Londres colocaram cartazes sobre Terracotta Warriors em exibição no British Museum. Em 22 de Março, 2008 exilados tibetanos e ativistas britânicos protestaram em Londres.
A segurança do revezamento da tocha das olimpíadas de 2008 em Pequim teve de ser reforçada ao chegar no Reino Unido em Abril de 2008 devido à ameaça de ser roubada por manifestantes.

### Estados Unidos
- Em New York City, mais de 100 pessoas fizeram um protesto em frente à ONU. O departamento de polícia de NY disse que prendeu seis manifestantes pró-Tibet que tentaram invadir o prédio.[47] Em Washington, D.C., 20 pessoas protestaram em frente à embaixada chinesa em 21 de março [carece de fontes?]

### Vaticano
- Vaticano: O Papa Bento XVI disse que a violência no país não resolverá nada.[48]

### União Europeia
- União Europeia: O bloco pediu boicote aos Jogos Olímpicos de Pequim [49]

## Consequências nas Olimpíadas
A tocha olímpica utilizada nos Jogos Olímpicos de 2008, em Pequim sofreu boicotes e/ou tentativas de ser apagada em vários países, como França e Argentina.
O Parlamento europeu pediu boicote aos jogos, líderes como o presidente francês Nicolas Sarkozy, a primeira-ministra alemã Angela Merkel e o primeiro-ministro britânico Gordon Brown disseram que não comparecerão à abertura do evento.